# Указ про престолонаслідування (1722)

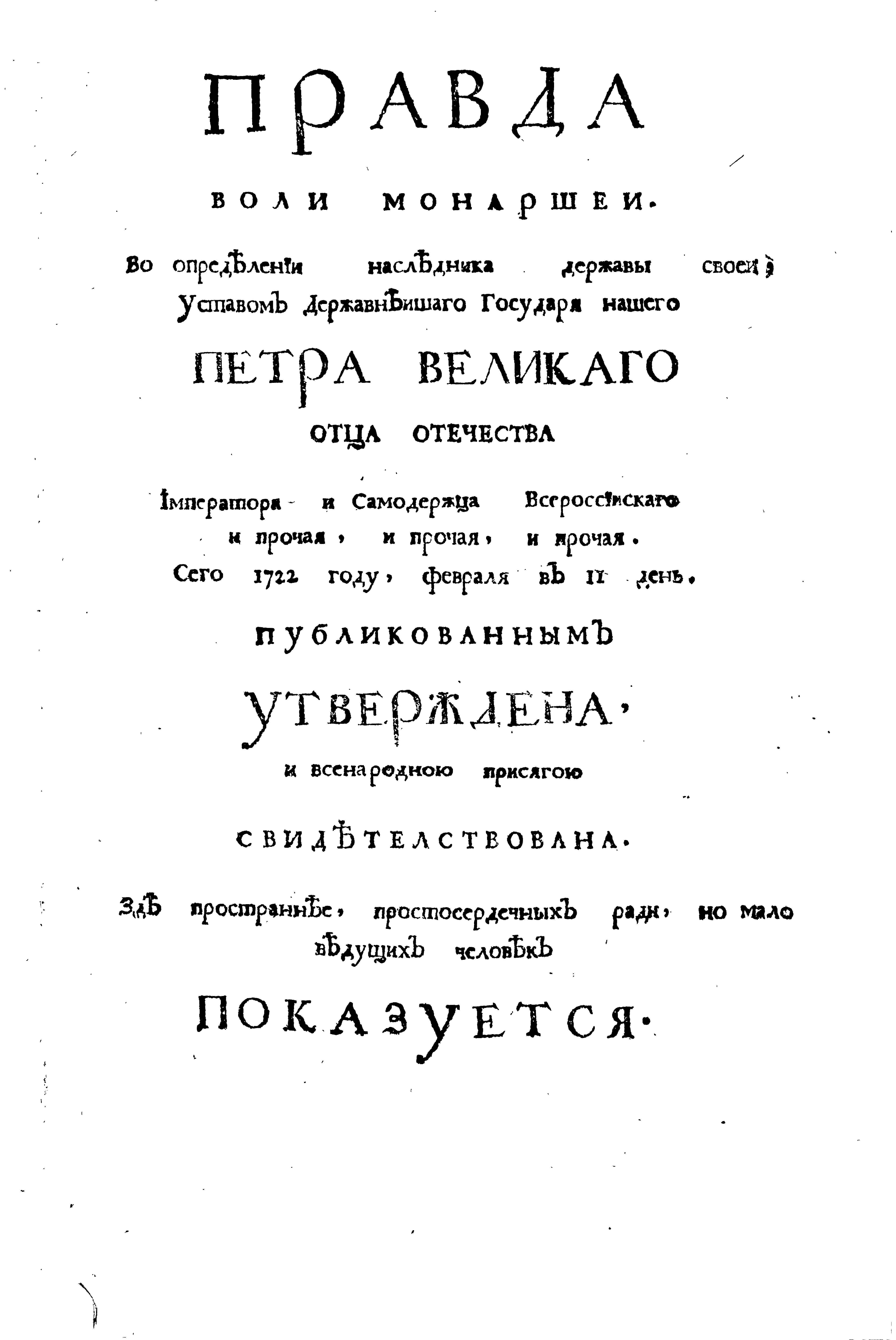
Титульний лист трактату Феофана Прокоповича «Правда волі монаршої» (1722)

«Устав. — Про успадкування престолу» був підписаний імператором Петром I 5 (16) лютого 1722 року. Указ скасовував стародавній звичай передавати престол монарха прямим нащадкам по чоловічій лінії і передбачав призначення спадкоємця престолу з волі монарха. Статут діяв з дня його підписання до 25 липня (5 серпня) 1727 року і з 17 (28) грудня 1731 року по 4 (15) квітня 1797 рік . Надалі Статут іменувався указом Петра I про престолонаслідування.
Указ став наслідком боротьби Петра I із сином царевичем Олексієм (навколо якого групувалася опозиція). Після загибелі Олексія в 1718 році Петро не збирався передавати владу онукові Петру Олексійовичу, побоюючись приходу до влади опозиції, а зібрався вирішувати це питання в дусі абсолютизму. Петро посилався на прецеденти минулого (призначення Іваном III у спадкоємці спочатку Дмитра Внука, а потім Василя III) та власний Указ про єдиноспадковість 1714 року. З ідеологічним обґрунтуванням такого престолонаслідування виступив Феофан Прокопович («Правда волі монаршої»).
З указом Петра пов'язана атмосфера боротьби за престол і палацових переворотів, що характеризує російське XVIII століття. При цьому після смерті Петра його авторитет довгий час був надзвичайно великий, та й самі претенденти не поспішали скасовувати указ, за допомогою якого вони самі прийшли до влади і на який розраховували надалі. З іншого боку, в повному обсязі російські імператори користувалися указом Петра і призначили собі спадкоємця. Сам Петро не встиг цього зробити, і після його смерті імператрицею було проголошено його вдову Катерину I, яка спиралася на одне з придворних олігархічних угруповань. Катерина I своїм заповітом призначила наступником великого князя Петра Олексійовича і докладно позначила подальший порядок престолонаслідування (1727). За Петра II, сина Олексія, екземпляри указу 1722 року і «Правди волі монаршої» вилучалися. Петро II помер, також не залишивши заповіту, після чого Верховна таємна рада обрала імператрицею Анну Іванівну. Анна Іванівна в 1731 відновила дію указу 1722 року і перед смертю визначила наступником Івана Антоновича, також докладно описавши подальшу лінію спадкування (1740). Єлизавета Петрівна повалила Івана, спираючись в обґрунтуванні своїх прав на престол на заповіт Катерини I. Через кілька років спадкоємцем Єлизавети був призначений її племінник Петро Федорович (Петр III), після вступу на престол якого спадкоємцем став його син Павло Петрович. Однак незабаром після цього внаслідок перевороту влада перейшла до дружини Петра III Катерини II, яка посилалася на «волю всіх підданих», при цьому спадкоємцем залишився Павло, хоча Катерина, за даними, розглядала варіант з позбавленням його права спадкування.
Павло I у день коронації оприлюднив Акт про престолонаслідування (1797), складений ним та його дружиною Марією Федорівною ще за життя Катерини II. Цей акт, який скасовував петровський указ, був прийнятий «щоб спадкоємець був призначений завжди законом самим» за напівсалічним спадкуванням (аналогічно австрійській системі). Наміром Павла було виключити у майбутньому ситуацію усунення престолу законних спадкоємців і свавілля. Проте нові засади ще тривалий час не сприймалися дворянством і навіть членами імператорського роду. Так, після вбивства Павла 1801 року, його вдова Марія Федорівна, співавторка Павловського маніфесту, вигукувала: «Я хочу царювати!». Маніфест Олександра I про вступ на престол (пізніше — також маніфести про присягу Грузії та ін.) містили петровську формулу «та його імператорської величності спадкоємцю, який призначений буде», незважаючи на те, що за законом автоматичним спадкоємцем Олександра був його брат Костянтин Павлович (який потім таємно зрікся цього права, що також суперечило павловскому закону). Стабільним російське престолонаслідування стало тільки після кризи 1825 і вступу на престол Миколи I.